# 埼玉県道184号本田小川線

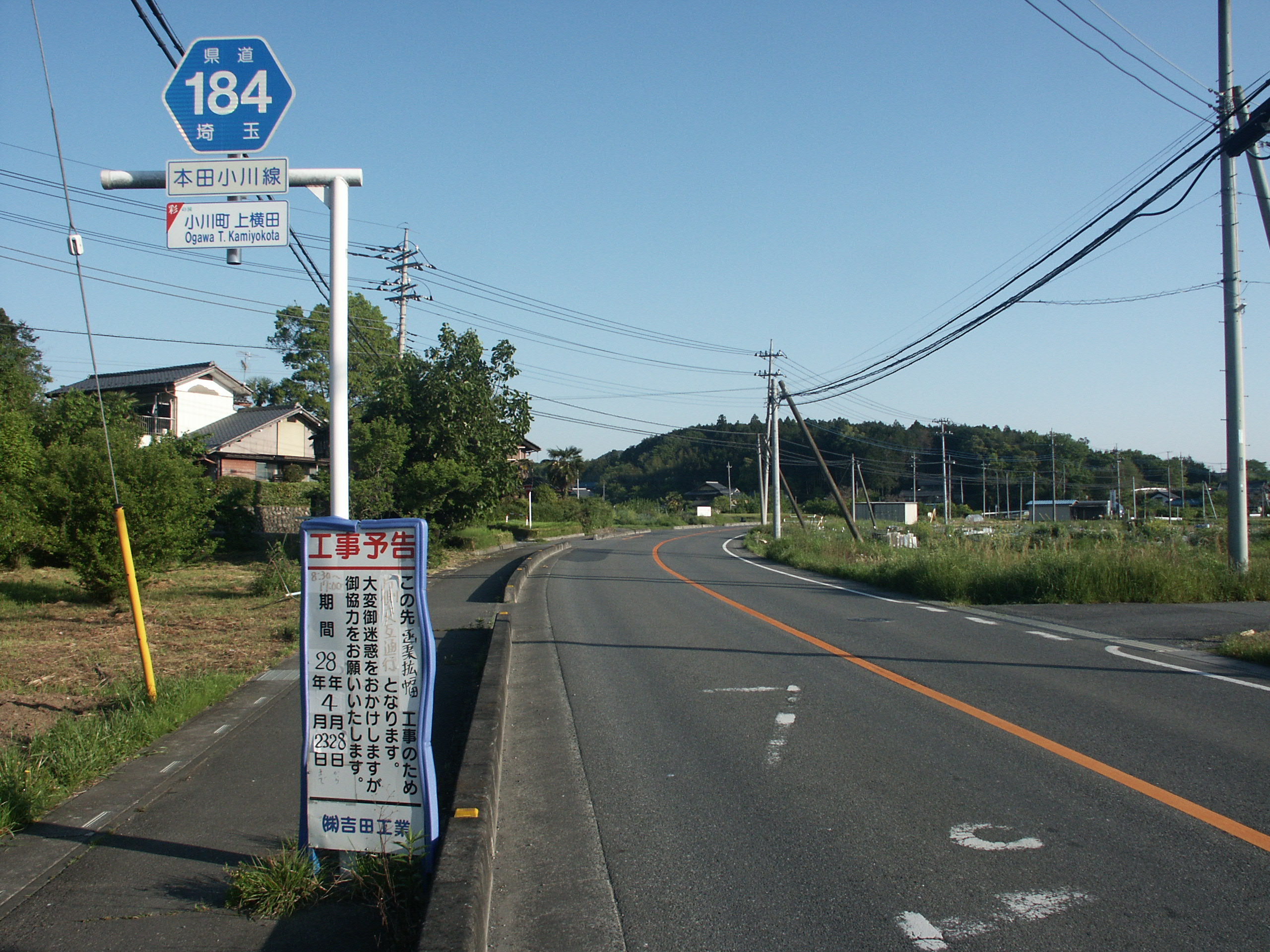
比企郡小川町上横田付近

埼玉県道184号本田小川線（さいたまけんどう184ごう ほんだおがわせん）は、埼玉県深谷市から同県比企郡小川町に至る県道である。

## 概要
深谷市本田と比企郡小川町を結ぶ全線2車線の一般県道。
小川町下横田地内から寄居町富田地内まで2車線のバイパス道路が建設され、こちらでは国道254号と接続する。2021年1月29日には小川町上横田から伊勢根までの区間が部分開通した。2023年3月28日には上横田から国道254号までの区間が開通している。
2024年には総合グラウンド入口交差点からバイパスまでの区域の県道指定が解除された。

## 起点・終点
- 起点：深谷市本田（埼玉県道69号深谷嵐山線交点）
- 終点：比企郡小川町（埼玉県道11号熊谷小川秩父線交点）

## 地理

### 通過する自治体
- 埼玉県
  - 深谷市 - 大里郡寄居町 - 比企郡小川町

### 接続する主な道路
| 交差する道路               | 交差点名   | 所在地 | 所在地 |
| -------------------------- | ---------- | ------ | ------ |
| 埼玉県道69号深谷嵐山線     | ※信号なし  | 深谷市 | 本田   |
| 埼玉県道296号菅谷寄居線    | 今市地蔵前 | 寄居町 | 今市   |
| 埼玉県道296号菅谷寄居線    | 能増       | 小川町 | 能増   |
| 埼玉県道11号熊谷小川秩父線 | 上横田     | 小川町 | 上横田 |
| 国道254号（小川バイパス）  | 下横田     | 小川町 | 下横田 |

### 沿線の主な施設
| 施設             | 所在地       |
| ---------------- | ------------ |
| 埼玉県農林公園   | 深谷市       |
| 芳沼             | 深谷市       |
| 萬松埼玉工場     | 大里郡寄居町 |
| 延命地蔵尊       | 大里郡寄居町 |
| 宗蔵寺           | 比企郡小川町 |
| 永昌寺           | 比企郡小川町 |
| 小川町総合運動場 | 比企郡小川町 |

## ギャラリー

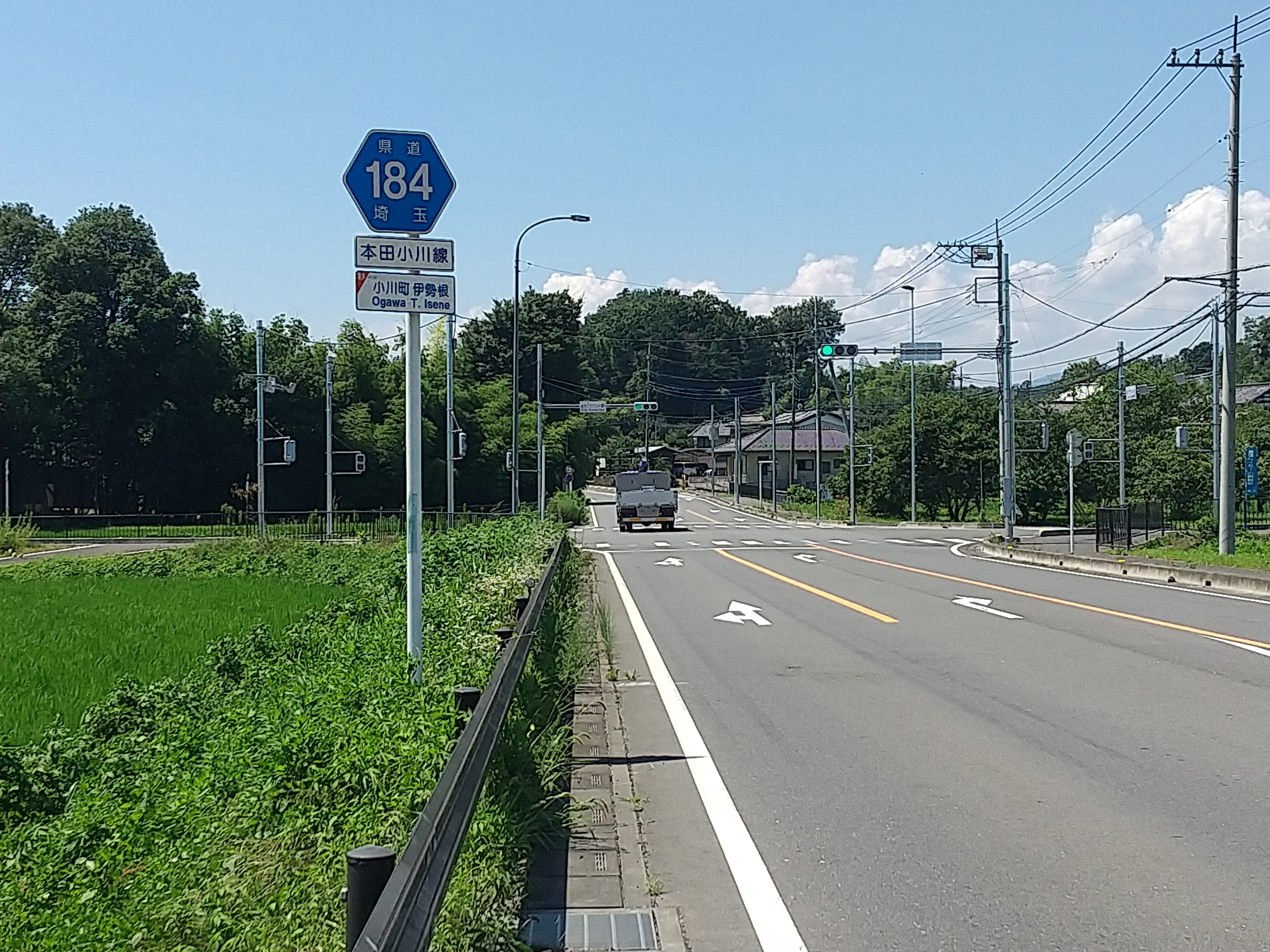
比企郡小川町伊勢根付近
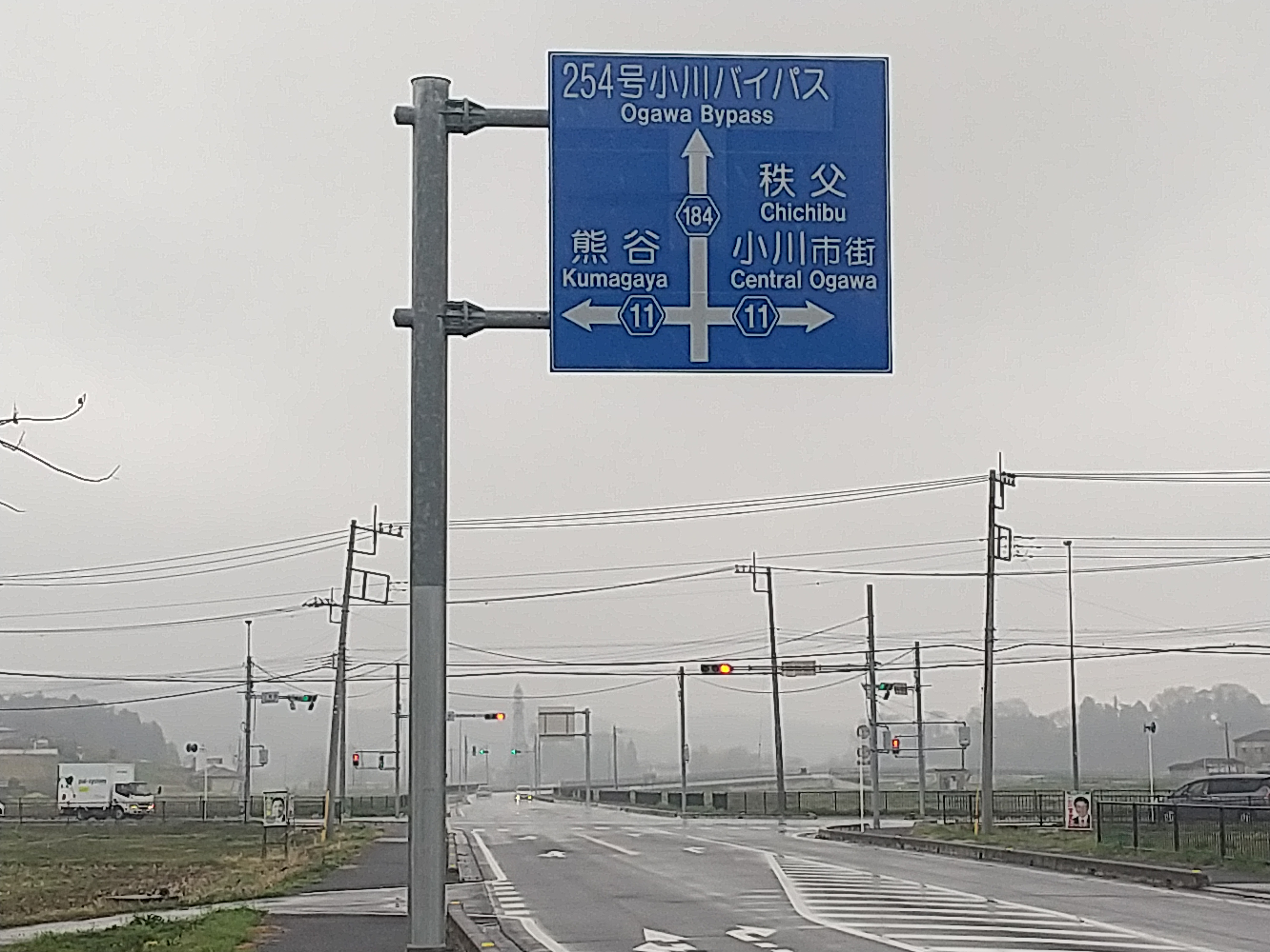
比企郡小川町上横田付近
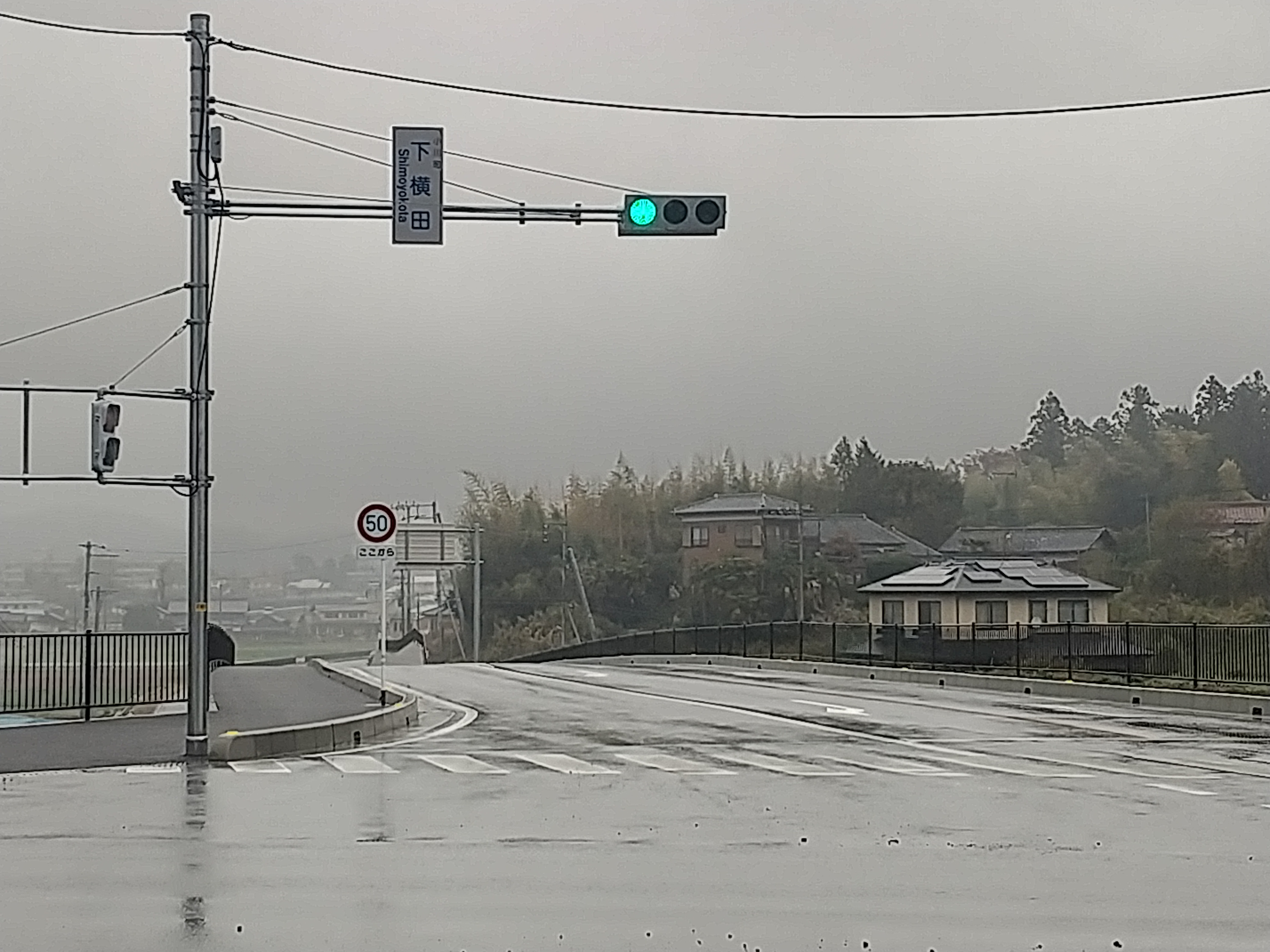
比企郡小川町下横田付近